# Guilherme Piso

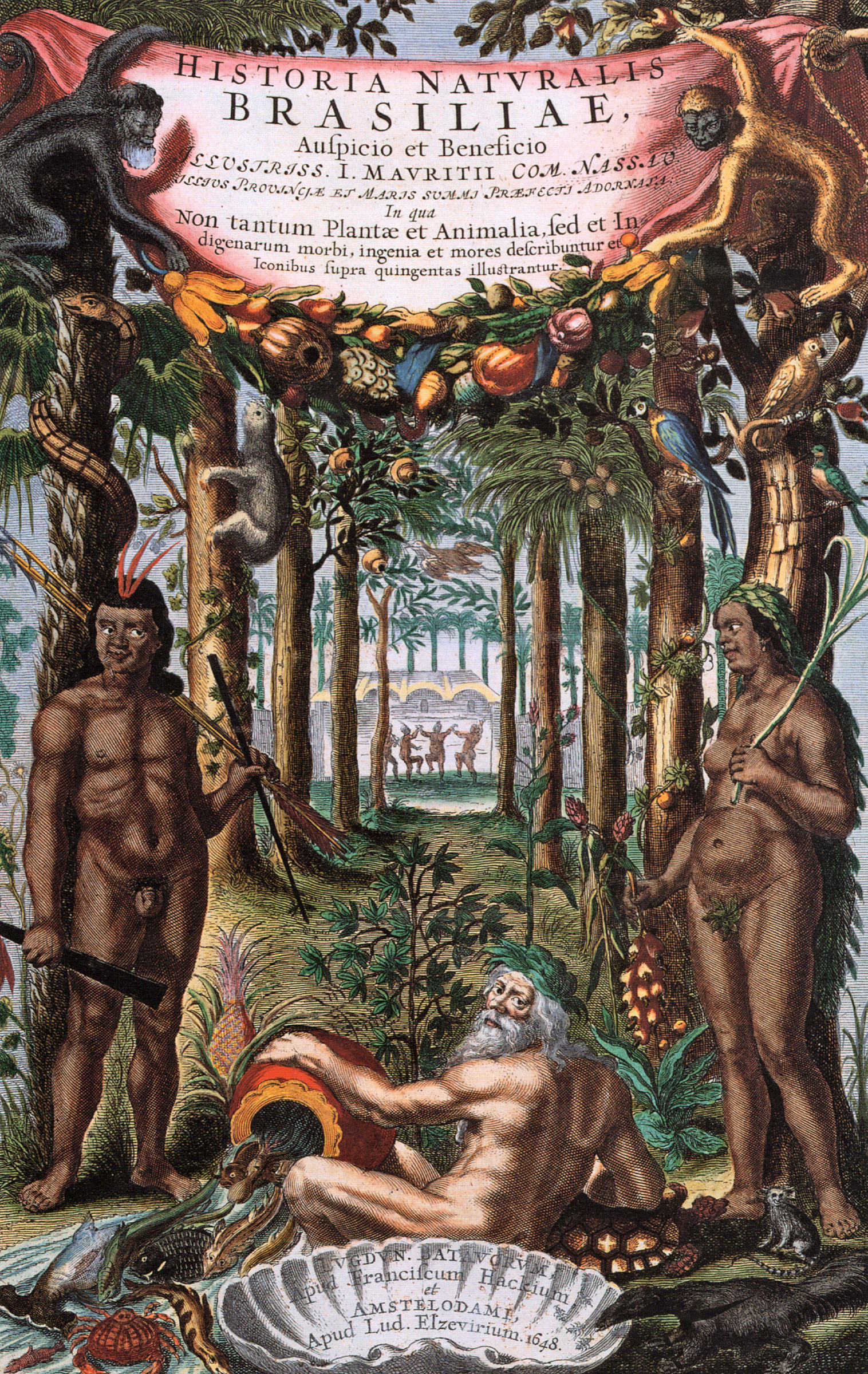
Willem Piso e Georg Markgraf - "Historia Naturalis Brasiliae" 1648

Guilherme Piso (em neerlandês: Willem Pies; em latim: Guilielmus Piso; Leida, 1611 – Amsterdã, 28 de novembro de 1678) foi um médico e naturalista holandês. Participou como médico de uma expedição nos anos 1637-1644 para o Brasil, com patrocínio do conde Maurício de Nassau. Ele entre outros cientistas e artistas realizaram um extraordinário inventário da natureza e produziram, segundo Dante Martins Teixeira comenta em "Brasil Holandês", Rio de Janeiro, 1995, "a mais importante obra científica sobre o Brasil até o século XIX".

## Vida
Aos 26 anos, Piso participou como médico pessoal na expedição de oito anos do conde Johann Moritz von Nassau-Siegen ao Brasil (1637-1644). O conde Maurício de Nassau decidiu, como parte de sua missão para a Companhia Holandesa das Índias Ocidentais de administrar a colônia recentemente conquistada no nordeste do Brasil, incluir vários artistas e cientistas em sua empresa para documentar e registrar informações como geografia, paisagens, desenvolvimento regional, doenças, plantas medicinais etc. Além de Piso, estes incluíam o pintor Albert Eckhout, o pintor Frans Post, o pintor e arquiteto Pieter Post o cartógrafo, botânico e astrônomo Georg Marggraf, que inicialmente trabalhou como assistente botânico de Piso. Piso e Marggraf escreveram o texto sobre história natural brasileira Historia Naturalis Brasiliae de 1648.
Piso é considerado um dos fundadores da medicina tropical moderna. Seus comentários são os primeiros relatórios detalhados sobre as doenças, efeitos tóxicos e plantas medicinais mais comuns no Brasil. Algumas das plantas citadas ainda hoje são utilizadas na medicina, como a raiz de ipecacuanha e as folhas de jaborandi.

## Do "Escorço biográfico"
Afonso d'Escragnolle Taunay, na reedição da "Medicina Brasileira", registrou um "Escorço Biográfico" sobre Piso. Ali registra que se ignora a data de sua chegada ao Brasil. Citando Juliano Moreira, informa:
"Foi Piso o arquiatro do príncipe não desde o começo de sua expedição, como erroneamente o afirmam quase todos os biógrafos. Nas atas das reuniões da Comissão dos XIX da Companhia das Índias Ocidentais durante o ano de 1636, não figura o nome de W. Pies, pela simples razão de que não foi ele quem acompanhara o conde na travessia do Atlântico. Veio, sim, Willem Van Milaenen, médico desconhecido, que logo morreu ao chegar ao Brasil. Em carta datada de 25 de agosto de 1637, o conselho administrativo em Pernambuco pedia que lhe fosse enviado, o mais breve possível, outro médico hábil e experimentado.
Em conseqüência disso, foi nomeado para vir ao Brasil o Dr. W. Pies. Sabemos hoje ao certo a data da saída de Holanda de Jorge Marcgrave, mas não há certeza sobre a de Pies.
Talvez tivessem vindo juntos, assim como o astrônomo H. Cralitz.
Willem Pies, cujo nome foi depois latinizado em Piso, nasceu em Leyden em 1611. Graças ao arquivista do Museu comunal daquela cidade, o Sr. Ramnelman Elzevier, sabemos hoje que o pai de Guilherme Pies era um músico alemão, Hermann Pies, nascido em Cleves. Este aos 27 anos se inscreveu, aos 6 de maio de 1607, como estudante de medicina em Leyden.
Parece certo que não concluiu os estudos pois há evidentes provas de que passou a vida como músico, e de 1625 a 1645 serviu como organista da Igreja de São Pancrácio (Hooglandsche Kerk)."
Dentre as descobertas dos dois médicos, segundo os seus biógrafos brasileiros, deve-se a percepção de que o veneno das cobras é injetado pelos dentes e, ainda, foi Piso quem realizou as primeiras necrópsias do Brasil.
Era eminentemente erudito, falando além do latim também o espanhol, o francês e o português.
Retornou à Holanda junto a Nassau, de quem continuou amigo, mesmo após este, em desgraça pelo fracasso da empreitada brasileira, transferir-se para Prússia. Estabeleceu-se em Amsterdã, onde casou-se e passou a clinicar, sendo um dos médicos mais conceituados daquela cidade, citado inclusive na obra do cirurgião Job Jansaon van Maekron. Ali ocupou o cargo de inspetor do Colégio Médico, em 1655, do qual foi deão em duas ocasiões (1657 e 60).
Sobre seu falecimento, registra Taunay:
"Em novembro de 1678, um ano antes de Maurício de Nassau, faleceu Piso em Amsterdã, sendo sepultado a 28 desse mês na Westerkerk da mesma cidade. Contava, pois, 67 anos de idade."

## Nomes de identificação
Charles Plumier nomeou o gênero Pisonia da família das flores milagrosas (Nyctaginaceae) em sua homenagem. Carl von Linné mais tarde assumiu este nome. Além disso, o gênero de planta Pisoniella e o gênero animal Pison, bem como numerosas espécies de animais e plantas foram nomeados após Piso. Os epítetos específicos são: Pisonis, pisoniae, Pisonia, pisonioides, pisonifolia, neopisoniae e pisonopsis.